# Okpara (arrondissement)
Pour les articles homonymes, voir Okpara (homonymie).
Okpara est l'un des huit arrondissements de la commune de Savè dans le département des Collines au centre du Bénin.

## Géographie
L'arrondissement de Okpara est situé au centre du Bénin et compte 4 villages. Il s'agit de : 
- Akon Gbere
- Monka
- Oke Owo I
- Oke Owo Ii.

## Démographie
Selon le recensement de la population de 2013 conduit par l'Institut national de la statistique et de l'analyse économique (INSAE), Okpara compte 8839 habitants.